# Estrilda perreini
L'astrilde grigia o astrilde codanera (Estrilda perreini (Vieillot, 1817)) è un uccello passeriforme della famiglia degli Estrildidi.

## Descrizione

### Dimensioni
Misura fino a 11 cm di lunghezza, coda compresa.

### Aspetto
L'aspetto è piuttosto simile a quello del codaceto, dal quale questa specie differisce tuttavia per la colorazione della zona caudale: mentre il corpo è infatti dello stesso colore grigio ardesia del congenere, infatti, la coda ed il sottocoda sono di colore nero anziché rosso vinaccia, mentre il codione è rosso. Anche la mascherina nera in questa specie è più evidente. Gli occhi sono bruno-nerastri, le zampe sono di colore carnicino-nerastro, il becco è grigio-nerastro. Non esiste dimorfismo sessuale.

## Biologia
Questi uccelli hanno abitudini diurne e a differenza di molte specie congeneri tendono a vivere da soli o in coppie, passando la maggior parte della giornata al suolo o nei pressi di esso alla ricerca di cibo.

### Alimentazione
L'astrilde grigia ha una dieta essenzialmente granivora, che si compone perlopiù di piccoli semi di graminacee, raccolti al suolo ma anche direttamente dalle spighe.

### Riproduzione
La stagione riproduttiva coincide con l'estate australe, e dura quindi da ottobre a marzo, periodo durante il quale le coppie tendono a portare avanti più di una covata (generalmente due). Il maschio corteggia la femmina tenendo nel becco una pagliuzza o un filo d'erba, saltellandole attorno ed emettendo il canto, finché essa gli segnala la propria disponibilità all'accoppiamento accovacciandosi e spostando lateralmente la coda.
Il nido consiste in una struttura globosa costruita da ambedue i partner intrecciando fili d'erba e fibre vegetali: esso viene ubicato nel folto della vegetazione, ad un'altezza compresa solitamente fra i due metri e mezzo e i cinque metri. Talvolta, le coppie si servono per nidificare di nidi abbandonati di uccelli tessitori.

La covata conta 3-6 uova di colore bianco, che vengono incubate da entrambi i genitori (i quali si alternano alla cova durante il giorno, mentre si riposano assieme durante la notte) per 12 giorni: i nidiacei vengono accuditi da ambo i sessi e sono pronti per l'involo a 19-21 giorni dalla schiusa, sebbene essi tendano a rimanere nei pressi del nido, tornandovi per dormire durante la notte e chiedendo sporadicamente l'imbeccata ai genitori, per un'altra settimana circa.

## Distribuzione e habitat
L'areale di distribuzione dell'astrilde grigia abbraccia gran parte dell'Africa centrale e meridionale, dal Gabon al lago Tanganica a sud fino al Natal: le popolazioni meridionali possono effettuare migrazioni di modesta portata per andare a svernare nel sud del Mozambico.
L'habitat di questi uccelli è rappresentato dalle macchie cespugliose e dalle foreste con presenza di ampie radure erbose: in particolare, questi uccelli sono comuni nelle zone boscose vicine ai fiumi, mentre mancano del tutto dalle aree secche e semidesertiche.

## Tassonomia
Se ne riconoscono due sottospecie:
- Estrilda perreini perreini, la sottospecie nominale, diffusa nella porzione settentrionale dell'areale dal Gabon all'Angola e ad est fino alla Tanzania;
- Estrilda perreini incana (Sundevall, 1850), diffusa in Sudafrica;

Le due sottospecie differiscono fra loro principalmente nella colorazione delle copritrici alari, che sono nere nella sottospecie nominale e tendono maggiormente al bruno nella sottospecie incana.